# Airdrieonians FC

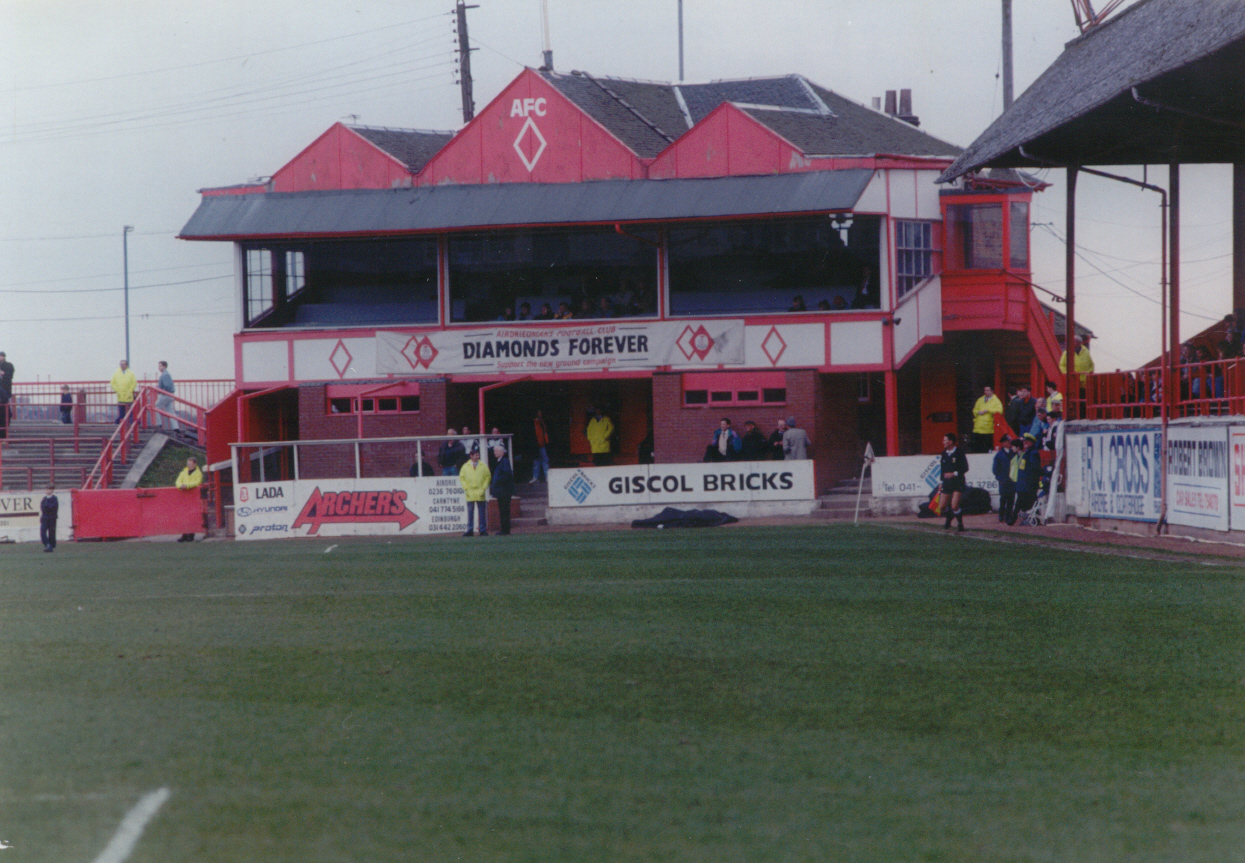
Tradiční stánek klubu Broomfield Park

Airdrieonians Football Club byl skotský fotbalový klub z města Airdrie. Založen byl roku 1878 jako Excelsior F. C. (Název Airdrieonians nesl od roku 1881) a svou činnost ukončil 1. května 2002 kvůli předlužení. Po bankrotu klubu byl založen klub nový, který se snaží na tradici navázat: pod názvem Airdrie United Football Club. Airdrieonians jednou vyhráli skotský pohár (1924) a třikrát skotský Challenge Cup (1995, 2001, 2002).
V sezoně 1992/93 se klub jako pohárový finalista zúčastnil PVP. V prvním kole vypadl s pražskou Spartou po výsledcích 0:1 doma a 1:2 venku.